# Правителство в изгнание
Правителството в изгнание е политическа група, която има претенции, че е законното правителство на дадена суверенна или полусуверенна държава, но е неспособна да упражнява властта си, поради което пребивава в друга държава. Правителствата в изгнание обикновено имат за цел някой ден да се завърнат в родната си страна и да възстановят властта си там. Те не упражняват контрол над нито една част от територията на родната си държава.
Правителства в изгнание най-често се появяват по време на военна окупация, след гражданска война, революция или държавен преврат. Така например, по време на германското нашествие през Втората световна война, някои европейски правителства избягват във Великобритания, вместо да се оставят да бъдат унищожени от Нацистка Германия. Правителство в изгнание може да се появи и вследствие широко разпространена убеденост в нелегитимността на управляващото правителство.
Ефективността на правителството в изгнание зависи най-вече от поддръжката, която то получава, била тя от чужди правителства или от населението на собствената си страна. Някои правителства в изгнание се превръщат в огромни сили, застрашавайки действащия режим в родната си страна, докато други се поддържат само символично.
Феноменът на правителствата в изгнание предшества формалната употреба на термина.

## Настоящи правителства в изгнание
Тези правителства в изгнание са създадени от свалени правителства или управници, които продължават да претендират за законна власт на държавата, която някога са контролирали.
| Име                                    | В изгнание от | Държава, контролираща територията  |
| -------------------------------------- | ------------- | ---------------------------------- |
| Рада на Белоруската народна република  | 1920 г.       | Беларус                            |
| Каджарска империя                      | 1925 г.       | Иран                               |
| Династия Пахлави                       | 1979 г.       | Иран                               |
| Кралско лаоско правителство в изгнание | 1975 г.       | Лаос                               |
| Кета Шура                              | 2001 г.       | Афганистан                         |
| Правителство на Йемен                  | 2015 г.       | Йемен (Върховен политически съвет) |

Режимът на Република Китай в Тайпе не счита себе си за правителство в изгнание, но някои участници в дебата относно политическия статут на Тайван го считат за такова. Освен над остров Тайван, Република Китай предявява претенции към територията на Китайската народна република, както и към някои части от Афганистан, Бутан, Индия, Япония, Мианмар, Пакистан, Русия и Таджикистан. Обичайната формална аргументация, на която се основава това твърдение за „правителство в изгнание“, се основава на аргумента, че суверенитетът на Тайван не е бил законно предаден на Република Китай в края на Втората световна война, което прави Република Китай обитател на чужда територия.